# ندى حافظ
ندى حافظ (مواليد 28 أغسطس 1997) هي مبارزة مصرية، مثّلت مصر في أولمبياد ريو دي جانيرو 2016 وأولمبياد طوكيو 2020 في منافسات المبارزة فرديًا بالسيف العربي.

## روابط خارجية
- ندى حافظ على موقع الاتحاد الدولي للمبارزة (الإنجليزية)
- ندى حافظ على موقع اللجنة الأولمبية الدولية (الإنجليزية)
- ندى حافظ على موقع أوليمبيديا (الإنجليزية)